# Diócesis de Luziânia
La diócesis de Luziânia (en latín: Dioecesis Lucianien(sis) y en portugués: Diocese de Luziânia) es una circunscripción eclesiástica latina de la Iglesia católica en Brasil, sufragánea de la arquidiócesis de Brasilia. La diócesis tiene al obispo Francisco Agamenilton Damascena como su ordinario desde 2025. 

## Territorio y organización
La diócesis tiene 16 424 km² y extiende su jurisdicción sobre los fieles católicos de rito latino residentes en 9 municipios del estado de Goiás: Luziânia, Águas Lindas de Goiás, Cidade Ocidental, Cristalina, Mimoso de Goiás, Novo Gama, Padre Bernardo, Santo Antônio do Descoberto y Valparaíso de Goiás.
La sede de la diócesis se encuentra en la ciudad de Luziânia, en donde se halla la Catedral de Nuestra Señora de la Evangelización.
En 2019 en la diócesis existían 32 parroquias.

## Historia
La diócesis fue erigida el 29 de marzo de 1989 con la bula Pastoralis prudentia del papa Juan Pablo II, obteniendo el territorio de las diócesis de Anápolis, Ipameri y Uruaçu.

## Estadísticas
De acuerdo al Anuario Pontificio 2020 la diócesis tenía a fines de 2019 un total de 654 000 fieles bautizados.
| Año                                                                             | Población            | Población | Población      | Sacerdotes | Sacerdotes    | Sacerdotes    | Bautizados por sacerdote | Diáconos permanentes | Religiosos | Religiosos | Parroquias |
| Año                                                                             | Bautizados católicos | Total     | % de católicos | Total      | Clero secular | Clero regular | Bautizados por sacerdote | Diáconos permanentes | Varones    | Mujeres    | Parroquias |
| ------------------------------------------------------------------------------- | -------------------- | --------- | -------------- | ---------- | ------------- | ------------- | ------------------------ | -------------------- | ---------- | ---------- | ---------- |
| 1990                                                                            | 300 000              | 400 000   | 75.0           | 14         | 4             | 10            | 21 428                   |                      | 26         | 15         | 6          |
| 1999                                                                            | 500 000              | 600 000   | 83.3           | 38         | 18            | 20            | 13 157                   | 1                    | 25         | 38         | 18         |
| 2000                                                                            | 500 000              | 700 000   | 71.4           | 33         | 15            | 18            | 15 151                   |                      | 21         | 21         | 15         |
| 2001                                                                            | 500 000              | 700 000   | 71.4           | 35         | 14            | 21            | 14 285                   |                      | 35         | 35         | 15         |
| 2002                                                                            | 500 000              | 700 000   | 71.4           | 35         | 16            | 19            | 14 285                   |                      | 33         | 45         | 17         |
| 2003                                                                            | 500 000              | 730 000   | 68.5           | 34         | 16            | 18            | 14 705                   | 4                    | 22         | 41         | 17         |
| 2004                                                                            | 500 000              | 700 000   | 71.4           | 37         | 19            | 18            | 13 513                   | 3                    | 27         | 45         | 19         |
| 2013                                                                            | 624 000              | 776 000   | 80.4           | 55         | 29            | 26            | 11 345                   | 4                    | 61         | 39         | 28         |
| 2016                                                                            | 639 000              | 815 600   | 78.3           | 57         | 30            | 27            | 11 210                   | 4                    | 62         | 39         | 32         |
| 2019                                                                            | 654 000              | 834 350   | 78.4           | 57         | 30            | 27            | 11 473                   | 9                    | 59         | 37         | 32         |
| Fuente: Catholic-Hierarchy, que a su vez toma los datos del Anuario Pontificio. |                      |           |                |            |               |               |                          |                      |            |            |            |

## Episcopologio
- Agostinho Stefan Januszewicz, O.F.M.Conv. † (29 de marzo de 1989-15 de septiembre de 2004 renunció)
- Afonso Fioreze, C.P. † (15 de septiembre de 2004-12 de julio de 2017 retirado)
- Waldemar Passini Dalbello, por sucesión el 12 de julio de 2017